# Tai’an (Anshan)
Tai’an (chinesisch 台安县, Pinyin Tái’ān Xiàn) ist ein Kreis in der chinesischen Provinz Liaoning. Er gehört zum Verwaltungsgebiet der Stadt Anshan. Der Kreis hat eine Fläche von 1.390 km² und zählt 300.764 Einwohner (Stand: Zensus 2020). Hauptort ist die Großgemeinde Tai’an (台安镇).

## Administrative Gliederung
Auf Gemeindeebene setzt sich der Kreis aus elf Großgemeinden zusammen. Diese sind:
- Großgemeinde Tai’an 台安镇
- Großgemeinde Gaolifang 高力房镇
- Großgemeinde Huangshayu 黄沙坨镇
- Großgemeinde Xinkaihe 新开河镇
- Großgemeinde Sanglin 桑林镇
- Großgemeinde Jiucaitai 韭菜台镇
- Großgemeinde Xintai 新台镇
- Großgemeinde Fujia 富家镇
- Großgemeinde Chongdong 桓洞镇
- Großgemeinde Xifo 西佛镇
- Großgemeinde Daniu 达牛镇